# Viridiannula pertusariae
Viridiannula pertusariae är en svampart som beskrevs av Etayo 2002. Viridiannula pertusariae ingår i släktet Viridiannula, divisionen sporsäcksvampar och riket svampar.   Inga underarter finns listade i Catalogue of Life.